# Vierschansentoernooi 2021
Het Vierschansentoernooi 2021 was de 69e editie van het schansspringtoernooi dat traditioneel rond de jaarwisseling wordt georganiseerd. Het toernooi ging van start op 28 december 2020 met de kwalificatie in Oberstdorf en eindigde op 6 januari 2021 met de afsluitende wedstrijd in Bischofshofen. De schansspringer die over de vier wedstrijden de meeste punten verzamelde, werd de winnaar van het Vierschansentoernooi. Alle wedstrijden telden ook mee voor de individuele wereldbeker.
Het toernooi werd gewonnen door de Pool Kamil Stoch, die zowel de wedstrijd in Innsbruck als de afsluitende wedstrijd in Bischofshofen wist te winnen.

## Programma
| Datum      | Tijd  | Plaats                 | Schans                              | Schansrecord | Detail       |
| ---------- | ----- | ---------------------- | ----------------------------------- | ------------ | ------------ |
| 28/12/2020 | 16:30 | Oberstdorf             | Schattenbergschanze (HS 137)        | 143,5 m      | Kwalificatie |
| 29/12/2020 | 16:30 | Oberstdorf             | Schattenbergschanze (HS 137)        | 143,5 m      | Wedstrijd    |
| 31/12/2020 | 14:00 | Garmisch-Partenkirchen | Große Olympiaschanze (HS 140)       | 144 m        | Kwalificatie |
| 01/01/2021 | 14:00 | Garmisch-Partenkirchen | Große Olympiaschanze (HS 140)       | 144 m        | Wedstrijd    |
| 03/01/2021 | 13:30 | Innsbruck              | Bergisel-Schanze (HS 130)           | 138 m        | Kwalificatie |
| 04/01/2021 | 13:30 | Innsbruck              | Bergisel-Schanze (HS 130)           | 138 m        | Wedstrijd    |
| 05/01/2021 | 16:30 | Bischofshofen          | Paul-Ausserleitner-Schanze (HS 140) | 145 m        | Kwalificatie |
| 06/01/2021 | 16:45 | Bischofshofen          | Paul-Ausserleitner-Schanze (HS 140) | 145 m        | Wedstrijd    |

## Resultaten

### Oberstdorf
| Uitslag | Uitslag               | Uitslag | Uitslag           | Uitslag | Uitslag |
| #       | Naam                  | Land    | Sprongen          | Punten  |         |
| ------- | --------------------- | ------- | ----------------- | ------- | ------- |
| 1       | Karl Geiger           | GER     | 127,0 m – 136,5 m | 291,1   |         |
| 2       | Kamil Stoch           | POL     | 125,0 m – 132,5 m | 288,3   |         |
| 3       | Marius Lindvik        | NOR     | 126,5 m – 135,5 m | 285,2   |         |
| 4       | Halvor Egner Granerud | NOR     | 122,0 m – 131,0 m | 280,1   |         |
| 5       | Markus Eisenbichler   | GER     | 118,0 m – 142,0 m | 274,3   |         |
| 6       | Stefan Kraft          | AUT     | 126,5 m – 125,0 m | 273,6   |         |
| 7       | Andrzej Stękała       | POL     | 123,0 m – 136,5 m | 273,3   |         |
| 8       | Philipp Aschenwald    | AUT     | 130,0 m – 127,0 m | 273,0   |         |
| 9       | Anže Lanišek          | SLO     | 120,5 m – 135,5 m | 270,1   |         |
| 10      | Žiga Jelar            | SLO     | 128,0 m – 124,0 m | 269,9   |         |

| Klassement | Klassement            | Klassement | Klassement |
| #          | Naam                  | Land       | Punten     |
| ---------- | --------------------- | ---------- | ---------- |
| 1          | Karl Geiger           | GER        | 291,1      |
| 2          | Kamil Stoch           | POL        | 288,3      |
| 3          | Marius Lindvik        | NOR        | 285,2      |
| 4          | Halvor Egner Granerud | NOR        | 280,1      |
| 5          | Markus Eisenbichler   | GER        | 274,3      |
| 6          | Stefan Kraft          | AUT        | 273,6      |
| 7          | Andrzej Stękała       | POL        | 273,3      |
| 8          | Philipp Aschenwald    | AUT        | 273,0      |
| 9          | Anže Lanišek          | SLO        | 270,1      |
| 10         | Žiga Jelar            | SLO        | 269,9      |

### Garmisch-Partenkirchen
| Uitslag | Uitslag               | Uitslag | Uitslag           | Uitslag | Uitslag |
| #       | Naam                  | Land    | Sprongen          | Punten  |         |
| ------- | --------------------- | ------- | ----------------- | ------- | ------- |
| 1       | Dawid Kubacki         | POL     | 139,0 m – 144,0 m | 282,1   |         |
| 2       | Halvor Egner Granerud | NOR     | 137,0 m – 136,0 m | 274,9   |         |
| 3       | Piotr Żyła            | POL     | 129,5 m – 137,0 m | 260,1   |         |
| 4       | Kamil Stoch           | POL     | 135,0 m – 132,0 m | 260,0   |         |
| 5       | Karl Geiger           | GER     | 131,0 m – 138,0 m | 259,9   |         |
| 6       | Philipp Aschenwald    | AUT     | 130,0 m – 136,5 m | 257,7   |         |
| 7       | Ryoyu Kobayashi       | JPN     | 133,5 m – 132,0 m | 257,2   |         |
| 7       | Markus Eisenbichler   | GER     | 137,5 m – 134,0 m | 257,2   |         |
| 9       | Johann André Forfang  | NOR     | 128,5 m – 139,0 m | 256,2   |         |
| 10      | Andrzej Stękała       | POL     | 133,5 m – 133,0 m | 253,7   |         |

| Klassement | Klassement            | Klassement | Klassement |
| #          | Naam                  | Land       | Punten     |
| ---------- | --------------------- | ---------- | ---------- |
| 1          | Halvor Egner Granerud | NOR        | 555,0      |
| 2          | Karl Geiger           | GER        | 551,0      |
| 3          | Kamil Stoch           | POL        | 548,3      |
| 4          | Dawid Kubacki         | POL        | 546,4      |
| 5          | Markus Eisenbichler   | GER        | 531,5      |
| 6          | Philipp Aschenwald    | AUT        | 530,7      |
| 7          | Andrzej Stękała       | POL        | 527,0      |
| 8          | Ryoyu Kobayashi       | JPN        | 522,4      |
| 9          | Anže Lanišek          | SLO        | 520,8      |
| 10         | Piotr Żyła            | POL        | 517,1      |

### Innsbruck
| Uitslag | Uitslag             | Uitslag | Uitslag           | Uitslag | Uitslag |
| #       | Naam                | Land    | Sprongen          | Punten  |         |
| ------- | ------------------- | ------- | ----------------- | ------- | ------- |
| 1       | Kamil Stoch         | POL     | 127,5 m – 130,0 m | 261,6   |         |
| 2       | Anže Lanišek        | SLO     | 127,5 m – 123,5 m | 249,6   |         |
| 3       | Dawid Kubacki       | POL     | 126,0 m – 127,0 m | 248,3   |         |
| 4       | Piotr Żyła          | POL     | 126,5 m – 124,5 m | 246,2   |         |
| 5       | Yukiya Sato         | JPN     | 126,5 m – 130,0 m | 245,6   |         |
| 6       | Markus Eisenbichler | GER     | 120,5 m – 128,5 m | 245,0   |         |
| 7       | Ryoyu Kobayashi     | JPN     | 132,0 m – 123,0 m | 244,3   |         |
| 8       | Stefan Kraft        | AUT     | 121,0 m – 127,0 m | 243,5   |         |
| 9       | Michael Hayböck     | AUT     | 127,5 m – 123,0 m | 242,5   |         |
| 10      | Gregor Deschwanden  | SUI     | 124,5 m – 126,5 m | 240,6   |         |

| Klassement | Klassement            | Klassement | Klassement |
| #          | Naam                  | Land       | Punten     |
| ---------- | --------------------- | ---------- | ---------- |
| 1          | Kamil Stoch           | POL        | 809,9      |
| 2          | Dawid Kubacki         | POL        | 794,7      |
| 3          | Halvor Egner Granerud | NOR        | 789,3      |
| 4          | Karl Geiger           | GER        | 785,2      |
| 5          | Markus Eisenbichler   | GER        | 776,5      |
| 6          | Anže Lanišek          | SLO        | 770,4      |
| 7          | Ryoyu Kobayashi       | JPN        | 766,7      |
| 8          | Piotr Żyła            | POL        | 763,3      |
| 9          | Philipp Aschenwald    | AUT        | 761,7      |
| 10         | Andrzej Stękała       | POL        | 760,3      |

### Bischofshofen
| Uitslag | Uitslag          | Uitslag | Uitslag           | Uitslag | Uitslag |
| #       | Naam             | Land    | Sprongen          | Punten  |         |
| ------- | ---------------- | ------- | ----------------- | ------- | ------- |
| 1       | Kamil Stoch      | POL     | 139,0 m – 140,0 m | 300,7   |         |
| 2       | Marius Lindvik   | NOR     | 137,0 m – 140,5 m | 280,4   |         |
| 3       | Karl Geiger      | GER     | 138,0 m – 133,5 m | 277,3   |         |
| 4       | Stefan Kraft     | AUT     | 132,0 m – 137,0 m | 275,9   |         |
| 5       | Robert Johansson | NOR     | 130,5 m – 139,0 m | 274,8   |         |
| 6       | Michael Hayböck  | AUT     | 133,5 m – 137,5 m | 274,6   |         |
| 7       | Piotr Żyła       | POL     | 134,0 m – 136,5 m | 273,9   |         |
| 8       | Andrzej Stękała  | POL     | 135,0 m – 133,0 m | 272,2   |         |
| 9       | Yukiya Sato      | JPN     | 133,0 m – 135,0 m | 270,5   |         |
| 10      | Daniel Huber     | AUT     | 134,0 m – 132,5 m | 268,9   |         |

| Klassement | Klassement            | Klassement | Klassement |
| #          | Naam                  | Land       | Punten     |
| ---------- | --------------------- | ---------- | ---------- |
| 1          | Kamil Stoch           | POL        | 1110,6     |
| 2          | Karl Geiger           | GER        | 1062,5     |
| 3          | Dawid Kubacki         | POL        | 1057,8     |
| 4          | Halvor Egner Granerud | NOR        | 1057,4     |
| 5          | Piotr Żyła            | POL        | 1037,2     |
| 6          | Ryoyu Kobayashi       | JPN        | 1032,5     |
| 6          | Andrzej Stękała       | POL        | 1032,5     |
| 8          | Stefan Kraft          | AUT        | 1019,1     |
| 9          | Peter Prevc           | SLO        | 1018,0     |
| 10         | Daniel Huber          | AUT        | 1014,7     |